# Тюменский троллейбус

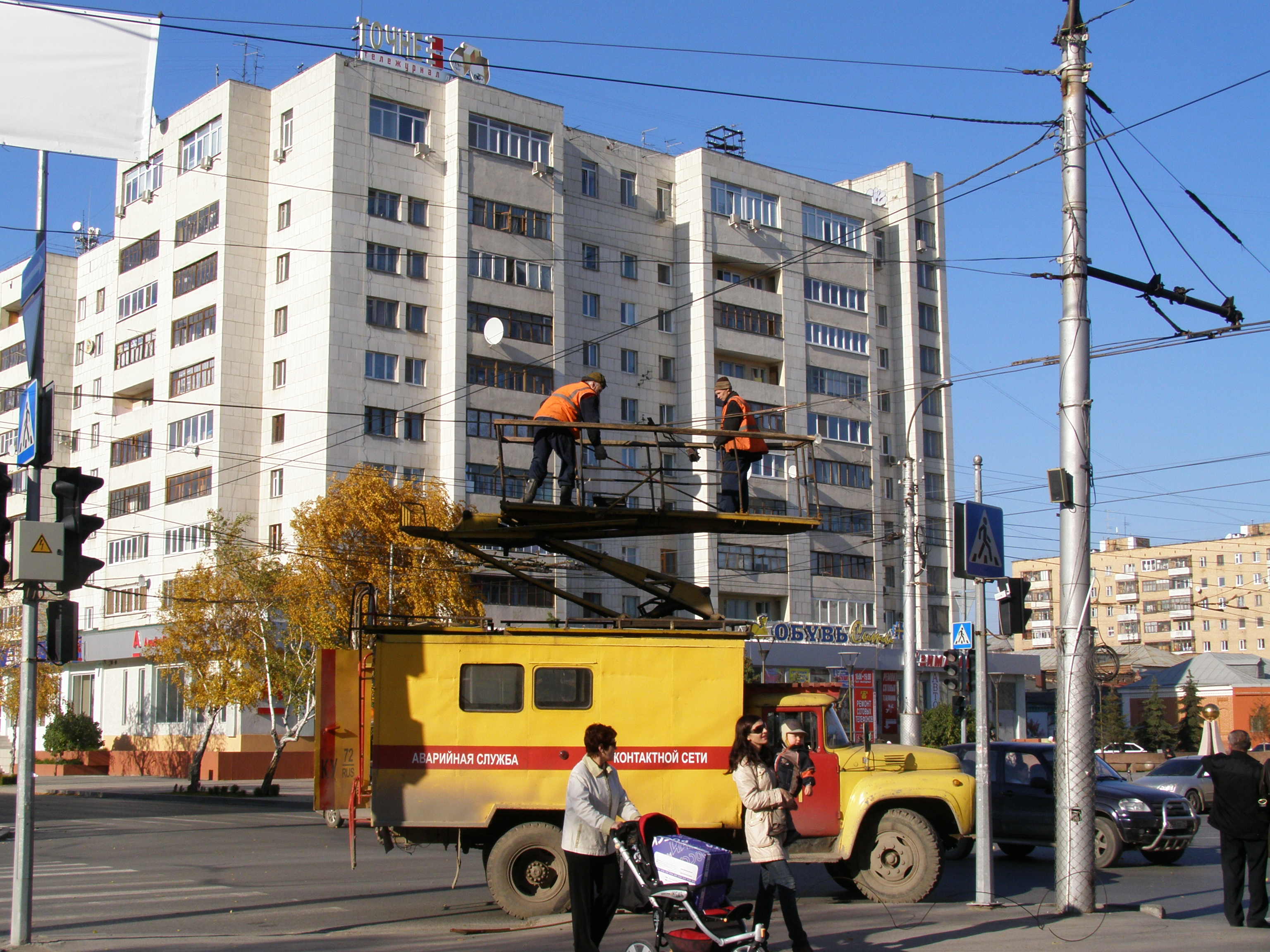
Ремонт контактных линий на углу улиц Ленина и Первомайской

Тюменский троллейбус — система троллейбусного транспорта Тюмени, действовавшая с 1970 по 2009 год. Насчитывавшая полтора десятка маршрутов, сеть была крупнейшей из закрытых троллейбусных систем России, а Тюмень (вместо Архангельска) с 2009 по 27-е декабря 2017 года был крупнейшим в России городом, где не было ни одного вида городского электротранспорта.

## История открытия и закрытия
В 1970 году, первый директор Тюменского моторного завода, Владимир Яковлевич Хуторянский, предложил городским властям открыть в городе троллейбусное движение, которое соединило бы два крупных градообразующих предприятия : Тюменский «моторный завод» и Тюменский завод «Медоборудования», с центром города.
Инициативу Владимира Хуторянского поддержали не только горсовете, но и сами жители города.
В том же году, 30 апреля было торжественно открыто троллейбусное движение в городе. С начала мая, первые троллейбусы стали регулярно ходить по улицам города. Первые водители троллейбусов, обучались вождению в Челябинске. Спустя несколько месяцев бесперебойной работы электротранспорта, город получил право заниматься кадровой подготовкой самостоятельно. Параллельно, происходило образование Тюменского троллейбусного управления. На протяжении 71-73 годов троллейбусный парк уверенно развивается и расширяется. На предприятии работает свыше 100 человек, построено крытое троллейбусное депо и 2 электрических подстанции. В 70-80 годах большинство машин было марки ЗиУ-5, которые не справлялись с нарастающим пассажиропотоком, и уже в начале 1980-х постепенно стали заменяться новыми троллейбусами ЗиУ-9. Эта марка троллейбусов эксплуатировалась вплоть до закрытия системы в 2009 году. В 1986 году, к 400-летию Тюмени троллейбусная линия была продлена до новых микрорайонов.
Несмотря на покрытие троллейбусами всех основных магистралей города, автобусов преобладали над электротранспортом. В 1980-е годы на долю троллейбусов приходилось только 1/6 всех общегородских перевозок. С развитием автомобилизации и коммерции в транспорте, начиная с 1990-х годов популярность частных автобусов резко возросла, как наиболее быстрый и удобный способ перевозки пассажиров в сравнении с весьма изношенным троллейбусным парком. Интервал движения был 12 минут у троллейбуса и 1 минута у автобуса. Вследствие чего, за один интервал между троллейбусами, попадается около 10 автобусов, и поэтому электротранспорт не мог выдержать серьёзной конкуренции с частными автобусами. Большинство троллейбусных маршрутов, так или иначе, дублировались с автобусными маршрутами, поэтому популярность троллейбуса падала. Начиная с 2000-х годов, нормально функционировали 6 и 14 маршруты на отрезке совместного движения по улице Республики. На отрезках где они функционировали по отдельности, не представляли конкуренции частным автобусам. У 2 и 12 маршрута практически отсутствовал пассажиропоток. Единственным востребованным городским маршрутом был 9. Маршрут практически не дублировался с автобусами, поэтому троллейбусы ездили достаточно полными. Вплоть до июня 2007 года, маршрут исправно возил пассажиров от завода «Медоборудования», до Аэропорта «Плеханово». Был закрыт в связи со строительством нового путепровода через Транссиб в районе улицы Мориса Тореза. В виду отсутствия пассажиропотока в промзонах города, линии до Моторного завода на востоке, и до ТЭМЗ на западе города, начиная с 1990-х не эксплуатировались.
В 2005—2006 годах властями города обсуждался вариант о полном закрытии троллейбусной системы в Тюмени. Однако, в 2007 году планы изменили, и они распространялись только на центр города, где согласно мнению властей троллейбус мешает движению транспорта. Планировалось развивать троллейбус на окраинах города, соединяя микрорайоны и промзоны в единую сеть. Начиная с января 2008 года, происходило поэтапное воссоздание плана с продления 14 маршрута по Широтной улице до Тюменского Микрорайона — это было первое продление линии за 22 года. Более того, в феврале 2008 года было восстановлено движение троллейбусов в западной промзоне города, до Аккумуляторного завода.
Планировалось продление линий до Восточного микрорайона, так же по улицам 30 лет Победы, Широтной, Пермякова в новопостроенные жилые районы. Но всем этим планам не суждено было сбыться, в виду недостаточного финансирования проекта и изношенности подвижного состава.
5 октября 2009 год троллейбусная сеть закрыта по официальной версии — из-за низкой востребованности данного вида транспорта и «активного развития городской застройки и инфраструктуры». По неофициальной версии причины закрытия являются интерес приближенных к власти владельцев частных автобусов и маршрутных такси в устранении конкурента в виде электротранспорта, а также интерес ряда девелоперских компаний в получении под застройку земельного участка, на котором расположено троллейбусное депо. В период с конца декабря 2009 года по 20 февраля 2010 контактная сеть полностью демонтирована. При этом часть тяговых подстанций, расположенных в различных районах города более года оставались подключенными к электросети — с целью защиты оборудования от охотников за металлоломом. После передачи последних троллейбусов в апреле 2013 года, демонтирована контактная сеть непосредственно в депо.

## Оператор
Эксплуатацию троллейбусной сети осуществляло ОАО «Тюменское троллейбусное предприятие», расположенное по адресу: 625000, Тюмень, ул. Республики, 200, директор: Холявко Борис Викторович.

## Подвижной состав
В Тюмени эксплуатировались троллейбусы только модели ЗиУ-682. Ранее эксплуатировались троллейбусы модели ЗиУ-5. По состоянию на 1 июня 2009 года в эксплуатации находились 55 машин, изношенность парка троллейбусов составляла около 80 %.
За январь-июль 2008 года списано 3 единицы троллейбусов, не подлежащих эксплуатации.
За 2007 год списано 5 единиц троллейбусов, не подлежащих эксплуатации.
Парк рассчитан на 100 единиц троллейбусов.
По состоянию на март 2010 года на балансе ОАО «ТТП» числилось 42 троллейбуса, из них 19 шт. имеют возраст от 5 до 8 лет, 10 шт — от 8 до 13 лет, ещё 13 шт. — возраст свыше 13 лет.
В сентябре 2010 года началась передача части подвижного состава в г. Курган.
Как показали дальнейшие события, в Курган наиболее «свежие» троллейбусы перевозились по договору аренды, часть перевозилась в качестве «доноров» запасных частей. В 2011 году несколько троллейбусов перевезли обратно в Тюмень и выгрузили на территории парка. В апреле 2013 года из Тюмени в Курган было передано два последних троллейбуса. В 2016 году, в связи с закрытием троллейбусного движения и в Кургане, ранее работавшие в Тюмени машины были списаны и порезаны.

## Маршруты
Список закрытых маршрутов:
| Номер | Маршрут | Дата открытия | Дата закрытия  |
| ----- | --- | ------------- | -------------- |
| 1     | «Музей — Моторный завод» | 12 июня 1970  | 1990-е годы    |
| 2     | «Музей — завод Медоборудования» | январь 1971   | 2000-е годы    |
| 3     | «завод Медоборудования — Моторный завод»                                                                                                 | сентябрь 1970 | 1990-е годы    |
| 4     | «ТЭМЗ — 2-я Горбольница (Сибэлектромонтаж)»                                                                                              | начало 1973   | 28 апреля 2003 |
| 5     | «2-я Горбольница (Сибэлектромонтаж) — Моторный завод»                                                                                    | начало 1973   | 1990-е годы    |
| 6     | «2-я Горбольница (Сибэлектромонтаж) — Ж.-д. вокзал»                                                                                      | конец 1973    | 1 мая 2008     |
| 7     | «Ж.-д. вокзал — завод Медоборудования (Автовокзал)» c 01.05.2008 «Ж.-д. вокзал — Рабочий поселок» c 06.09.2009 «Сквер — Рабочий поселок» | конец 1973    | 5 октября 2009 |
| 8     | «Ж.-д. вокзал — Моторный завод» | конец 1973    | 1990-е годы    |
| 9     | «аэропорт „Плеханово“ — завод Медоборудования (Автовокзал)»                                                                              | 1974 год      | 12 июня 2007   |
| 10    | «аэропорт „Плеханово“ — Моторный завод»                                                                                                  | 1974 год      | 1990-е годы    |
| 11    | «ТЭМЗ — Ж.-д. вокзал» | 1976 год      | 1990-е годы    |
| 12    | «Рабочий посёлок — Аккумуляторный завод» до 1 февраля 2008 года «Рабочий посёлок — Дом обороны»                                          | 1976 год      | 9 августа 2009 |
| 13    | «3-й микрорайон (Широтная ул.) — БКУ (Рабочий посёлок) — Моторный завод (Час пик)»                                                       | 1986 год      | 1990-е годы    |
| 14    | «Тюменский микрорайон — Ж.-д. вокзал» до 1 января 2008 года «3-й микрорайон (Широтная ул.) — Ж.-д. вокзал»                               | 1986 год      | 6 июля 2008    |
| 15    | «2-я Горбольница (Сибэлектромонтаж) — 3-й микрорайон (Широтная ул.)»                                                                     | 1986 год      | 1990-е годы    |

## Дополнительная информация

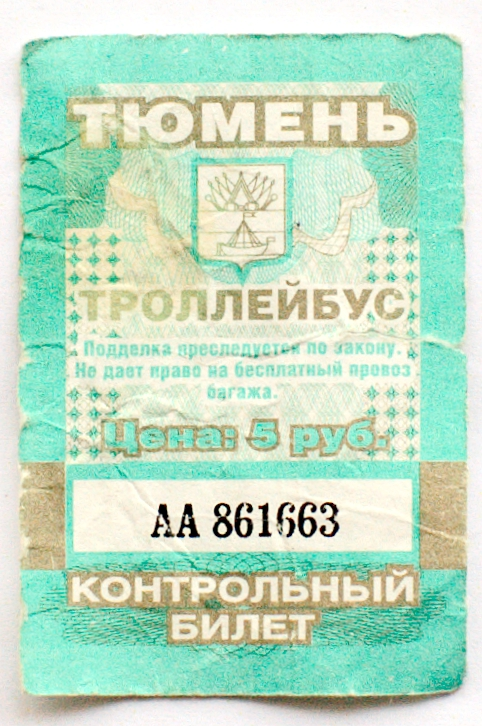
Билет тюменского троллейбуса

По состоянию на 1 октября 2008 года транспортная работа по троллейбусному парку выполнена на 85,1 %, в связи с закрытием троллейбусных маршрутов № 6, № 9.
Перевезено 8.6 млн пассажиров, из них 29 % платно.
Регулярность движения 92,6 %.
В 2008 году себестоимость 1 поездки на троллейбусе составляла 10,44 руб. при тарифе 7 руб. за одну поездку. Тариф на проезд в автобусе в 2008 году был 12 руб.
В настоящее время троллейбусный парк закрыт.
Значительная часть персонала перешла на работу в автобусные парки. В частности, в результате этого, количество женщин, управляющих городскими автобусами существенно возросло.